# Tanto
Tanto (japanski 短刀, Tantō) je samurajski nož, obično između 15 i 30 cm. Za razliku od katane i wakizashija, namijenjen je ubadanju, a ne sječenju. Prvi put su se pojavili u razdoblju Heian i u tom razdoblju nisu imali nikakvu umjetničku vrijednost, pa su bili korišteni isključivo kao oružje. U razdobolju kamakura, počeo se pojavljivati tantō s umjetničkim motivima, dok je u razdoblju Muromachi povećala proizvodnja ovog oružja.
Tanto nož su obično nosili samuraji, dok ih obični ljudi nisu mogli posjedovati. Žene su nosile tanto, ponekad zvani kaiken, koji je služio za samoobranu. Prije 16. st. samuraji su nosili tanto i tachi, koji su poslije zamijenili za katanu i wakizashi. Tantō nož je također bio popularno oružje nindža, ali i jakuza.

## Borilačke vještine
Tantō od drveta ili plastike koristi se u japanskim borilačkim vještinama tijekom vježbanja. Vještine koje koriste tantō su: 
- Aikido
- Džiju-džicu
- Ninđucu
- Shorinji Kempo

## Vanjske povezice
- Of Tanto Blades[neaktivna poveznica]
- Nihonto forum
- Japanese Sword Index and Visual Glossary  Arhivirana inačica izvorne stranice od 3. veljače 2012. (Wayback Machine)
- Advantages Of Tanto Blade Knives  Arhivirana inačica izvorne stranice od 17. studenoga 2017. (Wayback Machine)